# Айникабмахи
Айникабмахи (дарг. ГIяйнихъяб) — село в Акушинском районе Дагестана. Входит в состав сельского поселения «Сельсовет Акушинский».

## Географическое положение
Расположено в 2 км к юго-востоку от районного центра села Акуша.

## Население
| 1895 | 1926 | 1939 | 1970 | 1989 | 2002 | 2010 |
| ---- | ---- | ---- | ---- | ---- | ---- | ---- |
| 373  | ↘146 | ↘141 | ↗240 | ↘189 | ↗367 | ↗381 |
| 2021 |      |      |      |      |      |      |
| ↗457 |      |      |      |      |      |      |

## Археология
У хутора Айникаб Акушинского района находится раннепалеолитическая стоянка Айникаб-1 (координаты – 47° 21' 72,9"; N – 42° 15' 83,5"). Результаты мезо-микроморфологического исследования, а также показатели анализа магнитной восприимчивости позволяют интерпретировать один из археологических объектов слоя 13, как следы кострища, датируемого, вероятно, временем около 1,7 млн л. н., но не позднее 1,24 млн лет назад.